# Selamia numidica
Selamia numidica är en spindelart som beskrevs av Rudy Jocqué och Robert Bosmans 200. Selamia numidica ingår i släktet Selamia och familjen Zodariidae. Inga underarter finns listade i Catalogue of Life.